# Hoplosquilloides
Hoplosquilloides is een geslacht van kreeftachtigen uit de klasse van de Malacostraca (hogere kreeftachtigen).

## Soort
- Hoplosquilloides coronatus Manning, 1978